# 대런 드라이포트
대런 제임스 드라이포트(Darren James Dreifort, 1972년 5월 18일)는 前미국 메이저 리그 로스엔젤레스 다저스에서 활약했던 투수였다. 대학시절에는 상당히 우수한 선수로 인정받아 메이저 리그 구단들로부터 크게 주목받아 1993년 LA 다저스 구단으로부터 지명받아 입단했다. 그러나 메이저 리그 선수생활에는 잦은 부상에 시달리며 크게 활약하지 못하고 '먹튀'라는 오명을 남긴채 2005년 웨이버공시되어 은퇴했다.

## 생애

### 대학시절
위치타주립대학교 시절에 투수에서 26승 5패, 17세이브, 2.24라는 가공할만한 방어율과 타석에서는 314타수에서 0.318의 타율과 25홈런, 89타점을 올리며 아마추어 선수와 대학야구 선수에게 있어 최우수상인 '골든 스파이크 어워드'와 '로터리 스미스 어워드'를 동시에 수상한다. 대학시절대만해도 그는 투타만능으로 메이저 리그 구단들로부터 상당히 주목받았던 선수였다.

### 메이저 리그 선수생활

#### LA 다저스 시절
1993년도 드래프트에서 LA 다저스 구단으로부터 지명을 받아 마이너리그를 거치지 않는 조건으로 다저스와 계약을 하는데 성공한다. 데뷔초에는 기대에 못미치는 성적을 보여줬으나 1999년도와 2000년도에 각각 13승,12승을 거두며 두각을 드러내기 시작한다.
2000년 이후에 FA자격을 얻었다. 이때 무브먼트가 좋은 직구, 어린나이, 잠재력 등을 이유로 5년간 5500만달러에 재계약하게 된다.
그러나 2001년 시즌에 팔꿈치 부상으로 몰락을 하게 되며 4승 7패라는 기대에 못미치는 성적을 거둔다. 게다가 이듬해 2002년 시즌엔 재활훈련으로 인하여 한 시즌 자체를 뛸 수 없었다.
2003년 시즌에는 부상에서 완치되어 다시 돌아왔으나 이번엔 무릎부상으로 또다시 시즌아웃 되어버렸다. 게다가 시즌 도중에 엉덩이마저 부상이 생겼다. 이때 4승 4패를 거뒀다.
다행히도 2004년 시즌엔 수술결과가 좋아서 돌아올수 있었으나 수많은 수술로 인해 이미 옛기량은 급속히 저하되었고 약해질때로 약해진 그였다. 그래서 선발을 포기하고 '5500만달러짜리 중간계투'가 되었다. 그 해 성적은 1승 4패라는 처참한 성적을 기록한다.
결국엔 또 엉덩이수술과 무릎수술을 받게되어 시즌아웃 되어버렸다. 결국 계약기간 다채우자마자 웨이버 공시되고 은퇴를 선언하게 된다.
메이저 리그에서 대표적인 '먹튀'로 손꼽히는 선수다.